# Mahahual
Mahahual of Majahual is een klein, rustig vissersdorp gelegen aan de Mexicaanse Caribische kust, 360 kilometer ten zuiden van Cancún, in de staat Quintana Roo. Mahahual heeft zo'n 2000 inwoners en is gelegen in de gemeente Othón P. Blanco.
Vlak voor de kust van Mahahual ligt het op een na grootste nog levende koraalrif, het Meso-Amerikaanse Barrièrerif. Dit rif strekt zich uit van Mexico tot aan Honduras. Om de honderden hectares mangrovebossen (een beschermde boomsoort) langs de kust te beschermen heeft de Mexicaanse regering in 2000 (geheel in lijn met de internationale milieuwetgeving) een milieubestemmingsplan gepubliceerd. Volgens deze nieuwe wet mogen er alleen vergunningen uitgegeven worden voor kleinschalige toeristische projecten. Daarmee probeert men te voorkomen dat Mahahual dezelfde kant op zal gaan als massa toeristische steden als Cancún en Playa del Carmen.
Zon 34 kilometer uit de kust ligt Banco Chinchorro een atolrifformatie bestaande uit 3 atollen: Cayo Norte, Cayo Central en Cayo Lobos. Doordat er behoorlijk wat schepen op het rif gelopen zijn gedurende de afgelopen eeuwen, ligt de zeebodem van Chinchorro bezaaid met scheepswrakken. Banco Chinchorro is een populaire duiklocatie vanwege de enorme hoeveelheden verschillende tropische vis en koraal en vanwege de mogelijkheid om tussen de scheepswrakken door te snorkelen en duiken.
Orkaan Dean kwam in augustus 2007 in Mahahual aan land. 80% van de bebouwing werd verwoest, maar er werden geen slachtoffers gemeld. In de jaren daarna hebben alle ondernemers hun bedrijven weer opgebouwd en gerenoveerd en zijn er behoorlijk wat nieuwe bedrijven, voornamelijk kleine hotels en restaurants, bijgekomen.
Naast een van de vele watersportactiviteiten zoals zwemmen, duiken, snorkelen, diepzeevissen, flyfishing, kajakken, zeilen en windsurfen kunnen toeristen ook een bezoek brengen aan een van de recent ontdekte Mayatempels, zoals de Mayasite van Chacchoben op 70 kilometer afstand en de site van Kohunlich, vooral bekend om zijn maskers die nog helemaal intact zijn.